# Ján Režňák
Ján Režňák (14. dubna 1919, Jablonica — 19. září 2007, Martin) byl největší letecké eso Slovenských vzdušných zbraní (SVZ) a nejúspěšnější slovenský pilot druhé světové války. Bojoval na straně Slovenského státu a zúčastnil se tažení proti Sovětskému svazu.
První bojový turnus na východní frontě absolvoval mezi červnem a srpnem 1941 a odlétal během něj 13 bojových misí nad Ukrajinou.
Během svého druhého nasazení na východní frontě odlétal Ján Režňák 194 bojových misí, zúčastnil se 36 vzdušných soubojů a dosáhl 32 potvrzených sestřelů. Další tři sestřely mu nebyly potvrzeny.
SNP se nezúčastnil. Zůstal v Němci okupovaném západním Slovensku až do konce války. Když se na jaře 1945 přiblížila fronta, dostal Režňák nabídku aby ustoupil společně s Němci a bojoval v Luftwaffe. To ale odmítl. Po příchodu jednotek Rudé armády byl předveden na místní velitelství a odevzdán vojenskému soudu v Martině, který jej však zprostil obvinění.
Po válce nejdříve pracoval na letišti v Trenčanských Biskupicích, později ve Vojenském leteckém učilišti v Olomouci. Po nástupu komunistů k moci byl v dubnu 1948 degradován a propuštěn. Následně pracoval jako šéfpilot a letecký instruktor v Považských strojírnách. V roce 1951 mu StB po několika pokusech odebrala definitivně pilotní průkaz. Poté pracoval jako konstruktér, projektant a revizní technik v Považské Bystrici a v Piešťanech.
Roku 1979 odešel do důchodu. Po roce 1989 žádal o rehabilitaci, ale neúspěšně.
Zemřel 19. září 2007 v Martině ve věku 88 let. Je pohřben na hřbitově v Piešťanech.

## Sestřely
- 32 uznaných sestřelů (15x LaGG-3, 5x I-16, 3x I-153, 2x MiG-1, 2x MiG-3, 2x DB-3, 1x Pe-2, 1x Jak-1, 1x Jak-3)
- 3 pravděpodobné sestřely (1x I-16, 1x LaGG-3, 1x Jak-1)

## Vyznamenání

### Slovenské
- Pamätný odznak Za ťaženie proti ZSSR[2], I. třída
- Slovenská strieborná medaila vojenského Víťazného kríža
- Stříbrný vojenský Záslužný kříž[3]
- Medaile Za hrdinství[4], III. stupeň
- Medaile Za hrdinství, II. stupeň
- Medaile Za hrdinství, I. stupeň

### Německé
- Železný kříž, II. třída (23.01.1943)
- Železný kříž, I. třída (29.04.1943)
- Čestný pohár za zvláštní úspěchy v letecké válce][5]
- Německý kříž , ve zlatě
- Frontová letecká spona[6] denní stíhači, zlatá (10.05.1943)

### Chorvatské
- Stříbrná medaile Koruny krále Zvonimíra na vojenské stuze[7]